# Ritorno a Eden
Ritorno a Eden (Return to Eden) è un serial televisivo australiano prodotto da Michael Laurence tra il 1983 e il 1986 e con protagonisti Rebecca Gilling e James Smillie. Tra gli altri interpreti figurano Wendy Hughes (prima stagione), Peta Toppano (seconda stagione), James Reyne (prima stagione) e Daniel Albinieri (seconda stagione).
Il serial si compone di una miniserie televisiva in 3 puntate, prodotta nel 1983 e che può essere considerata come la prima stagione, e del serial vero e proprio, prodotto nel 1986, con un cast in gran parte rivoluzionato, e che si compone di 22 episodi.

## Trama

### Prima stagione
Sydney, Australia: Stephanie Harper, una donna adulta erede di un immenso patrimonio, sposa in terze nozze il giovane tennista di fama internazionale Greg Marsden, pluricampione a Wimbledon. Il matrimonio viene celebrato nonostante il parere contrario dei figli di Stephanie, Dennis e Sarah: i due infatti dubitano sulle reali intenzioni di Greg, e non a torto, visto che quest'ultimo progetta di uccidere Stephanie per impossessarsi del suo patrimonio.
Durante la luna di miele a Eden, la tenuta di proprietà di Stephanie, i neo-sposi partono per una gita in barca sul fiume: nel corso dell'escursione, Marsden getta la moglie in acqua, dove finisce inevitabilmente tra le fauci di alcuni coccodrilli. Convinto che la moglie sia morta e dopo aver fatto passare l'accaduto per un incidente, Marsden entra in possesso delle proprietà della moglie defunta, godendosi la sua relazione con Jilly Stewart, amica di Stephanie.
Stephanie però è sopravvissuta e si ristabilisce grazie alle cure del dott. Marshall, poi suo amante, che in seguito le ricostruisce il volto sfigurato, facendola diventare una bellissima donna. Dopo qualche tempo, Stephanie decide di fare ritorno nell'alta società di Sydney sotto le mentite spoglie della modella Tara Welles per vendicarsi di Greg, che ovviamente non la può riconoscere.

### Seconda stagione
Sono passati sette anni e Stephanie si è risposata con Dan ed è proprietaria del più grande impero economico di tutta l'Australia. Nel frattempo, Jilly Stewart, ex-amica di Stephanie, esce di prigione con l'intento di uccidere quest'ultima, alleandosi con Jake Sanders.

## Produzione
La prima stagione è stata girata tra Sydney, Arnhem Land e il Queensland, mentre la seconda stagione è stata girata prevalentemente a Sydney, con gli interni girati nei McElroy & McElroy Studios.

## Distribuzione
In Australia la fiction è stata trasmessa dalla rete Network Ten dal 27 al 29 settembre 1983, e poi dall'11 febbraio al 6 giugno 1986. In Italia è andata in onda su Canale 5 dal 22 al 25 aprile 1984, e poi dal 3 luglio all'11 settembre 1987, con il titolo Ritorno a Eden.
Alcune delle uscite internazionali sono state:
- negli Stati Uniti  (Return to Eden)
- in Germania (Rückkehr nach Eden)
- in Francia (La Vengeance aux Deux Visages)
- in Polonia (Powrót do Edenu)
- in Russia (Возвращение в Эдем - Vozvraščenie v Ėdem)